# Mitrospingidae
Mitrospingidae là một họ chim thuộc bộ Sẻ (Passeriformes). Họ này bao gồm 3 chi và 4 loài. Họ này được tìm thấy ở Nam Mỹ và miền nam Trung Mỹ.  Họ này được xác định vào năm 2013 và bao gồm các loài chim vốn ban đầu được xếp trong họ Thraupidae. Họ này được Hiệp hội Điểu học Hoa Kỳ thông qua trong lần bổ sung danh mục thứ 58 vào năm 2017, và được Frank Gill, Pamela Rasmussen và David Donsker duy trì trong danh sách chim của Ủy ban Các nhà điểu học Quốc tế (IOC).

## Phân loại
| Hình ảnh | Chi                         | Loài còn tồn tại                                  |
| -------- | --------------------------- | ------------------------------------------------- |
|          | Mitrospingus Ridgway, 1898  | - Mitrospingus cassinii - Mitrospingus oleagineus |
|          | Orthogonys Strickland, 1844 | - Orthogonys chloricterus                         |
|          | Lamprospiza Cabanis, 1847   | - Lamprospiza melanoleuca                         |